# Muntiacus rooseveltorum
O muntíaco-de-roosevelt (Muntiacus rooseveltorum) foi apresentado ao Museu de História Natural de Chicago em 1929, durante uma expedição organizada pelos irmãos Roosevelt, Theodore e Kermit. Seu porte é ligeiramente menor que o do muntíaco-comum. Alguns autores consideram-no uma subspécie de muntíaco-de-fea, Muntiacus feae rooseveltorum. Porém, comparações entre seus DNAs compravam a tese de que o muntíaco-de-roosevelt é uma espécie à parte.
O Zoológico de Berlim, supostamente, possuía espécimes do cervídeo, porém poderiam ser, na realidade, Muntiacus muntjak annamensis.
Acreditava-se que estava extinto desde sua descoberta. No entanto, crânios encontrados nas montanhas de Laos e do Vietnã refutam a hipótese de sua extinção. Recentemente, armadilhas fotográficas identificaram dois indivíduos da espécie, na Reserva Natural de Xuan Lien, no Vietnã.